# Metalampra
Metalampra är ett släkte av fjärilar som beskrevs av Sergiusz Toll 1956. Metalampra ingår i familjen praktmalar (Oecophoridae).
Släktet innehåller bara arten bågpraktmal, (Metalampra cinnamomea).